# 우진메트로
우진메트로는 2018년 10월 23일에 창립된 의정부경전철 운영 회사이다. 의정부경량전철주식회사로부터 의정부 경전철의 운영 및 유지보수 사업을 수탁받은 대한민국의 기업이다.
우진산전의 자회사로, 의정부 경전철 전 구간을 2019년 5월 1일부터 2042년까지 약 23년 간 운영 예정이다.
비록 자회사이긴 하지만, 철도차량 제작사가 철도 운영까지 전반적으로 떠안는 몇 안되는 경우이다. 추후 신림선 개통시에는 현대로템의 자회사가 신림선 운영을 맡게된다.